# Kurt Melcher
Kurt Melcher (* 8. Juli 1881 in Dortmund; † 14. Oktober 1970 in Berlin) war ein deutscher Verwaltungsjurist, Reichstreuhänder für den öffentlichen Dienst und Mitglied der DVP.

## Leben
Der aus Dortmund stammende Melcher studierte Jura in Tübingen und war seit 1899 Angehöriger des Corps Suevia Tübingen.  Nach der Promotion war er Amtsrichter in Herne. Von 1919 bis 1932 war er Polizeipräsident der Stadt Essen und wurde nach dem Preußenschlag im Juli 1932 als Nachfolger von Albert Grzesinski für einige Monate Polizeipräsident in Berlin. Sein Nachfolger wurde am 15. Februar 1933 das NSDAP-Mitglied Konteradmiral a. D. Magnus von Levetzow.
Melcher erhielt 1933 den Posten des Oberpräsidenten der preußischen Provinz Sachsen in Magdeburg, musste jedoch noch im Spätsommer 1933 sein Amt niederlegen und wurde von Curt von Ulrich abgelöst.
Von 1933 bis 1944 gehörte er dem Preußischen Staatsrat an und fungierte bis 1945 als Treuhänder für den Öffentlichen Dienst. Melcher war ab 1937 außerdem Überleitungskommissar des Landes Preußen für die Eingliederung des Landes Freie und Hansestadt Lübeck in das Land Preußen nach dem Groß-Hamburg-Gesetz.
1941/42 war er Reichstreuhänder für den öffentlichen Dienst.

## Schriften
- mit Emil Schilling: Allgemeine Tarifordnung nebst Tarifordnung A für Gefolgschaftsmitglieder im öffentlichen Dienst. Handausgabe mit Bemerkungen. Berlin: Trowitzsch 1938.